# دی-اسینگ
دی-اسینگ (به انگلیسی: De-essing) یا فرایند «دِسیبیله کردن» یک تکنیک برای کاهش یا حذف برجستگی بیش از حد صدای صامت‌های صفیری است. منظور از صامت‌های صفیری حروفی چون «س»، «ز»، «چ»، «ج» و «ش» است که هنگام ضبط صدای خواننده موسیقی یا یک گوینده از طریق میکروفون موجب اختلال در کیفیت صوتی ضبط می‌شود. مصوت‌های فرسایشی، بسته به صدای هر شخص دارای ویژگی‌های متفاوتی است و به صورت کلی در بازهٔ ۲ تا ۱۰ کیلوهرتزی طیف فرکانس صوتی یافت می‌شوند.

## دلایل
سیبیلانس بیش از حد صامت‌های صفیری می‌تواند ناشی از متراکم‌سازی صدا، نوع میکروفون، تکنیک ضبط، یا حتی فرم لب و دهان خواننده (یا گوینده) باشد. صدای بیش از حد حروف صامت صفیری، می‌تواند برای گوش آزاردهنده باشد، به خصوص هنگام پخش آن از هدفون.

## فرایند دی-اسینگ

### استفاده از یک پلاگین دی-اسر
امروزه، در فرایند دیجیتال تهیه‌کنندگی موسیقی، متداول‌ترین ابزار برای کنترل سیبیلانس بیش‌ازحد صامت‌های صفیری، استفاده از یک «پلاگین دی-اسر» است.
پلاگین دی-اسر سیگنال مورد نظر را با توجه به دامنهٔ بسامد تعریف شده در آستانه (Threshold) پیش‌فرض، متراکم (کمپرس) می‌کند. اصولاً سیبیلانس‌های مزاحم در بازهٔ فرکانس ۴ تا ۱۰ کیلوهرتز قرار دارند. برخی از پلاگین‌ها به منظور دستیابی به نتیجه‌ای بهتر امکان تنظیم برخی دیگر از پارامترها را در اختیار شما فراهم می‌آورد.
استفادهٔ بیش از حد از تکنیک دی-اسینگ موجب دستکاری بیش از حد ساختار صوتی شده و از این رو صدای مورد نظر در برخورد با صامت‌های صفیری یا بسیار نرم یا بسیار تند و خشک می‌گردد.
پلاگین دی-اسر یک ابزار ویرایش دینامیک صوتی است و تنها زمانی فعال می‌شود که حجم صدای سیبیلانس مورد نظر از آستانهٔ از پیش تعریف شده عبور کند. دی-اسر تحت این شرایط به صورت موقت حجم صدای بازهٔ دینامیک مورد نظر (محتوای صوتی با فرکانس بالا) را تغییر داده و سیبیلانس بیش از حد صدا را کاهش می‌دهد.

### دی-اسینگ از طریق آتومیشن
روشی جدید برای حذف سیبیلانس‌های بیش از حد صوتی، استفاده از تکنیک آتومیشن (Automation) و دستکاری سطح صدای خواننده در محیط کار صوتی دیجیتال است. هرگاه سیبیلانس‌های مزاحم در طیف فرکانسی ظاهر شدند، سطح صدای خواننده به صورت دستی و از طریق تعریف آتومیشن کاهش پیدا می‌کند و تأثیر آن به جریان صوتی موسیقی به خودی خود کاهش می‌یابد.